# Carapichea ligularis
Carapichea ligularis là một loài thực vật có hoa trong họ Thiến thảo. Loài này được (Rudge) Delprete mô tả khoa học đầu tiên năm 2003.